# مديرية السخنة
قالب:157.82

تعديل مصدري - تعديل

مديرية السخنة إحدى مديريات محافظة الحديدة في غرب اليمن. بلغ عدد سكانها 59652 نسمة عام 2004.